# 北約直升機工業NH90直升機
北約直升機工业NH90（英語：NHIndustries NH90）是一種中型雙引擎通用直升機；它的發展是為了滿足北約對戰場直升機的需求，同時也具備海上操作能力；NH90由北約直升機工業研製，該公司由空中巴士直升機公司、李奧納多（原奧古斯塔偉士蘭）和福克公司共同擁有；NH90於1995年12月首飛，2007年正式服役。截至2019年7月，NH90已在13個國家中服役，總飛行時數超過185000小時。
NH90是第一種量產的完全線傳飛控直升機，有兩種主要型號：戰術運輸型直升機（Tactical Transport Helicopter，TTH）和海上適航化（navalised）的北約巡防艦直升機（NATO Frigate Helicopter，NFH）。各國為了滿足自身需求多半會對各自的NH90進行不同程度的改良；NH90服役初期由於問題頻發，部分國家因此延後部署NH90。

## 型號

### 北約護衛直升機（NFH）

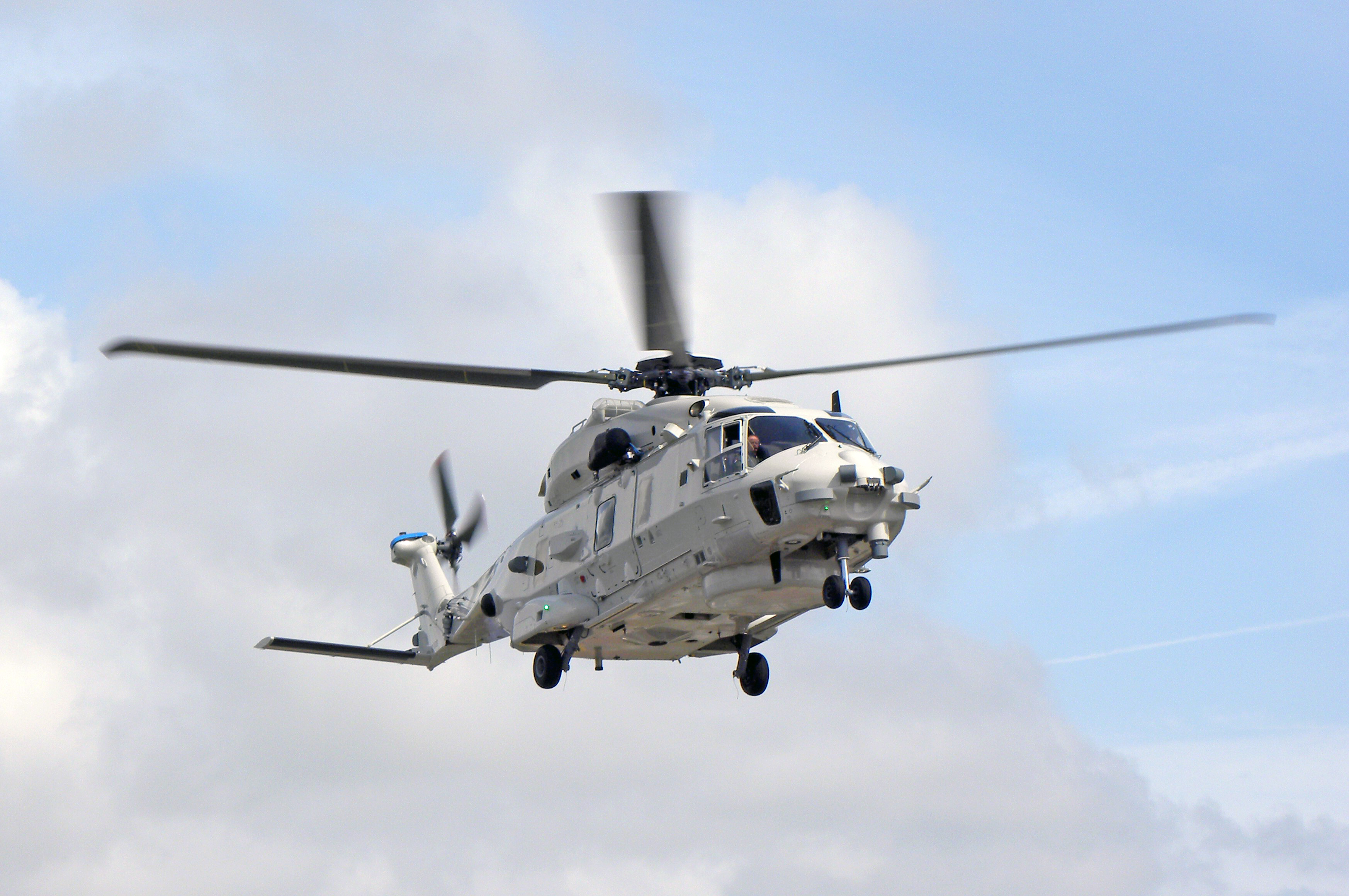
一架NFH北約護衛直升機

NH90 NFH的主要用途為反水面作戰（ASuW或ASUW）和反潛作戰（ASW），主要以水面艦艇作為平台，具有日間/夜間作戰能力，並可在惡劣的天氣及海況下操作；此外，也可兼任防空支援、垂直補給、搜救和部隊投送等任務。法國在2013財年分別採購了每架約4330万歐元的打擊型NFH和每架約36.4百萬歐元的支援型NH90 NFH。
SH-90A
義大利海軍自2012年起使用的型號名稱。
NH90 NFH Caïman
法國海軍使用的NH90 NFH。
NH90 Sea Lion
德國聯邦國防軍海軍的NH90 NFH型號。NH90 Sea Lion增設了感測器的擴展套件和其他航空電子設備以承擔更廣的操作範圍。2016年12月8日首飛，預計在2019年交付服役。

### 戰術運輸直升機（TTH）

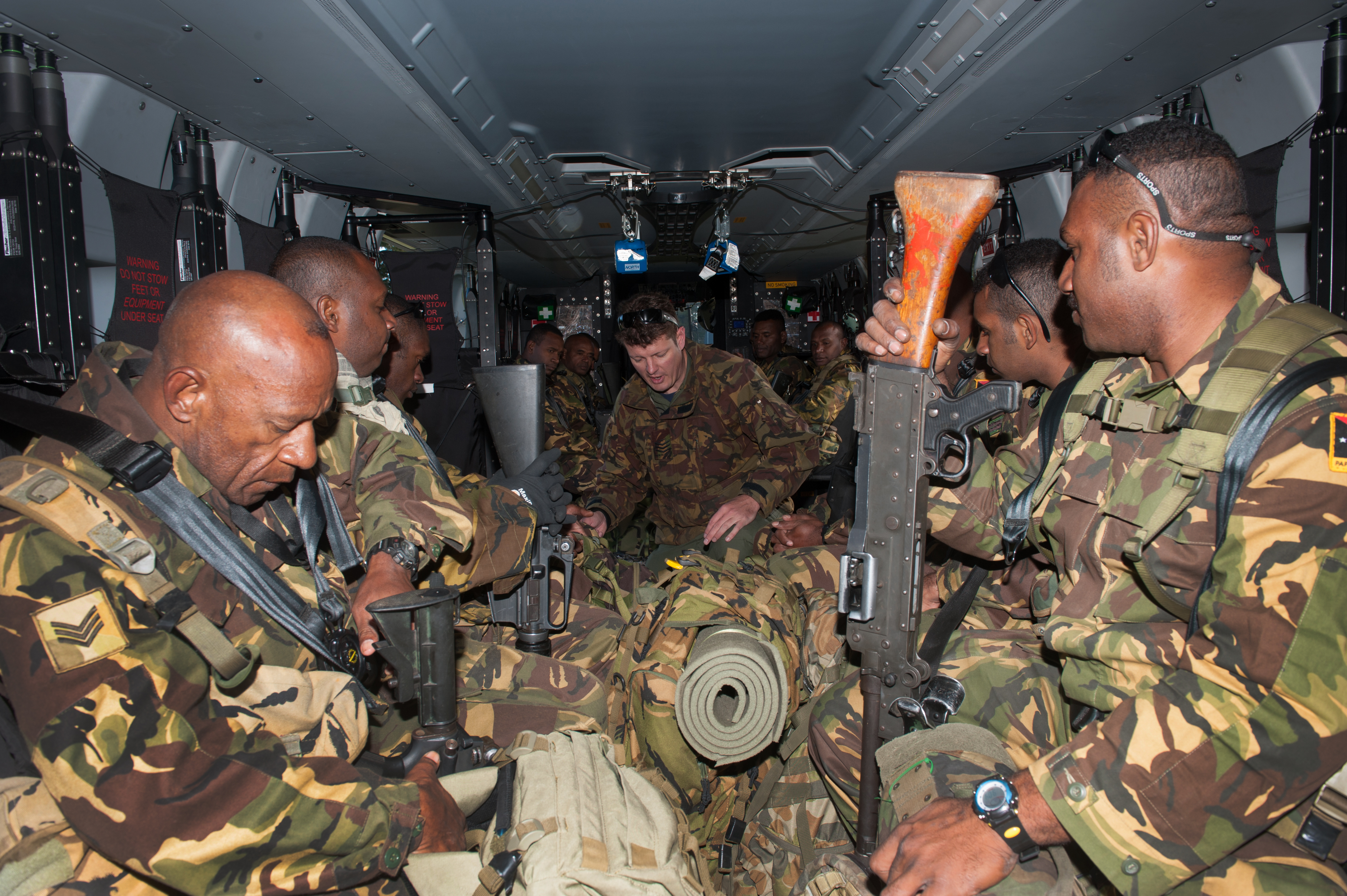
巴布亞紐幾內亞士兵乘坐紐西蘭的NH90。

TTH的主要用途是運送20名士兵或2500公斤的貨物、搜索及救難。他可以在快速的改裝後執行搜索救難任務或貨物運輸任務；除此之外，他也可以肩負特種作戰、電子作戰、空中指揮、空降作戰、重要人士接送和飛行訓練。
HKP14
瑞典空軍的NH90 TTH；高機艙型（High Cabin Version，HCV），其中機艙高度增加24 cm（9.4英寸）至1.82米（6.0英尺），瑞典飛機安裝有由SAAB開發的戰術任務系統，並被稱為HKP14。在某些情況下，芬蘭和瑞典的NF90 TTH被稱為戰術部隊運輸（Tactical Troop Transports，TTT）。
HT-29 Caimán
西班牙陸軍的NH90 GSPA TTH。
MRH-90 Taipan
澳洲版NH90 TTH。
NH90 TTH Caïman
法國版NH90 TTH。
UH-90A
義大利版NH90 TTH。

### 海上戰術運輸（MTT）
海上戰術運輸（Maritime Tactical Transport，MTT），為NFH和TTH的混合型，2019年2月公布。

## 使用國

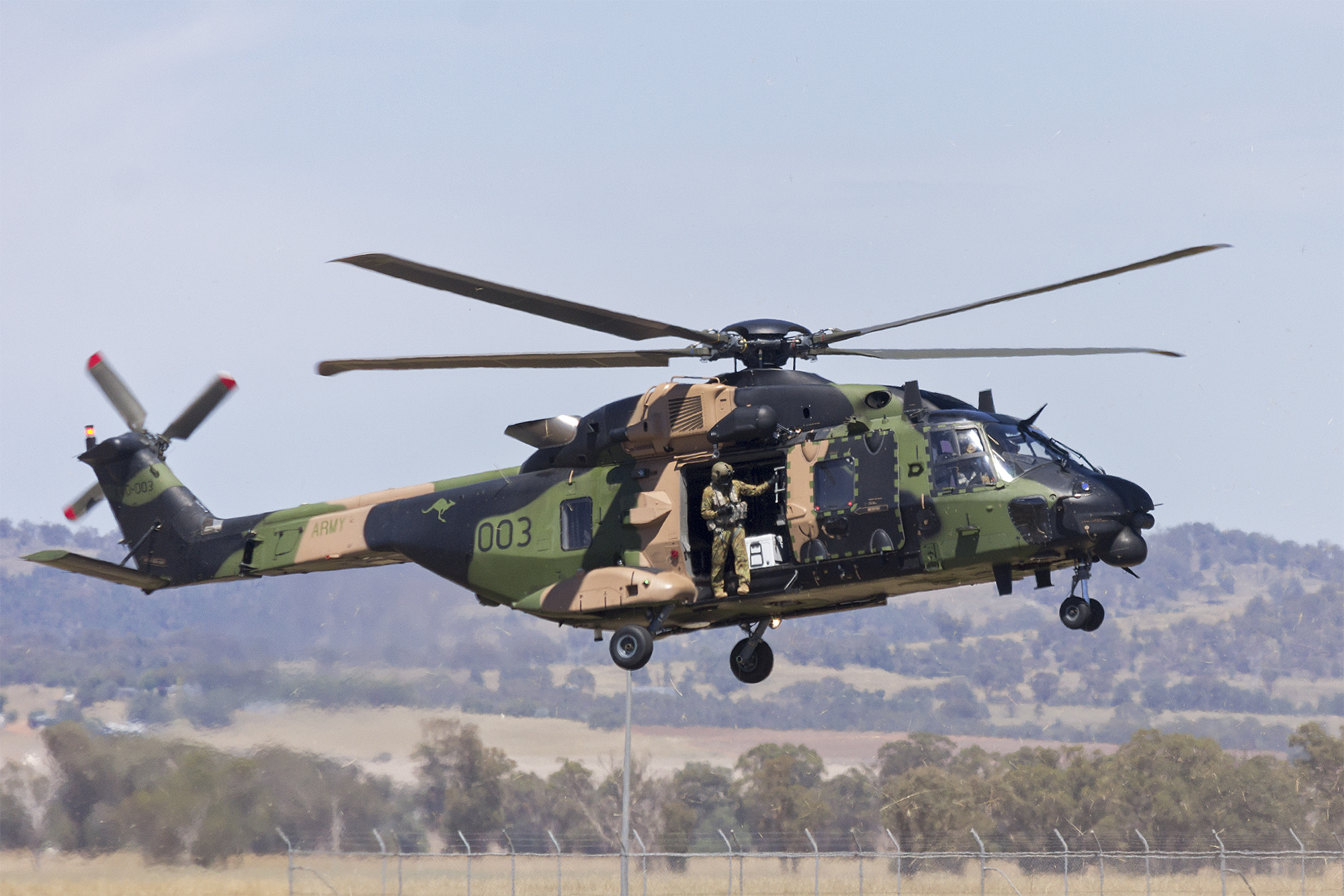
澳大利亞陸軍的NH90

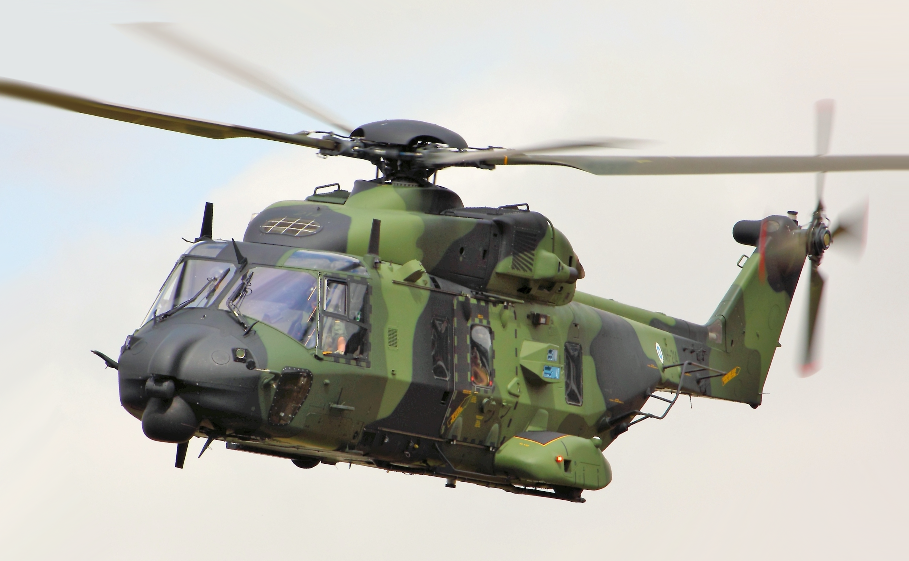
芬蘭陸軍NH-90於2013年英國皇家國際航空展（RIAT 2013）。

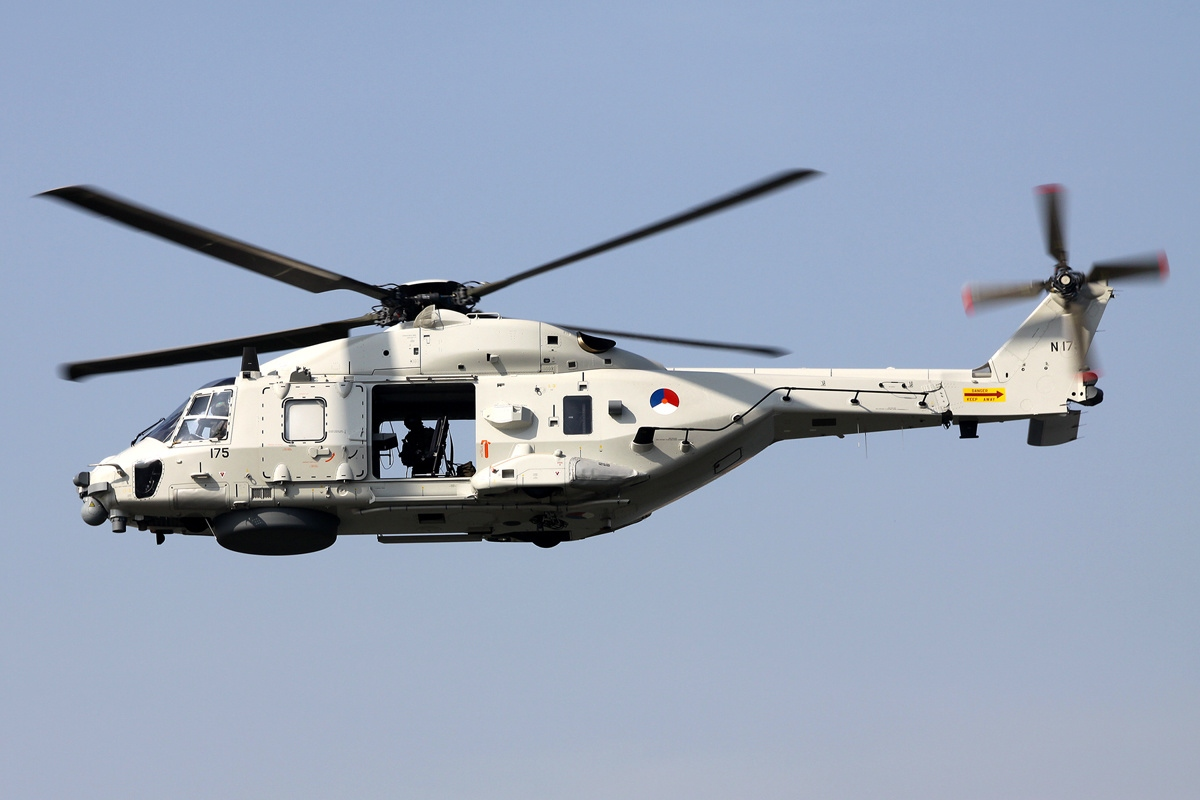
荷蘭皇家空軍的NH-90 NFH

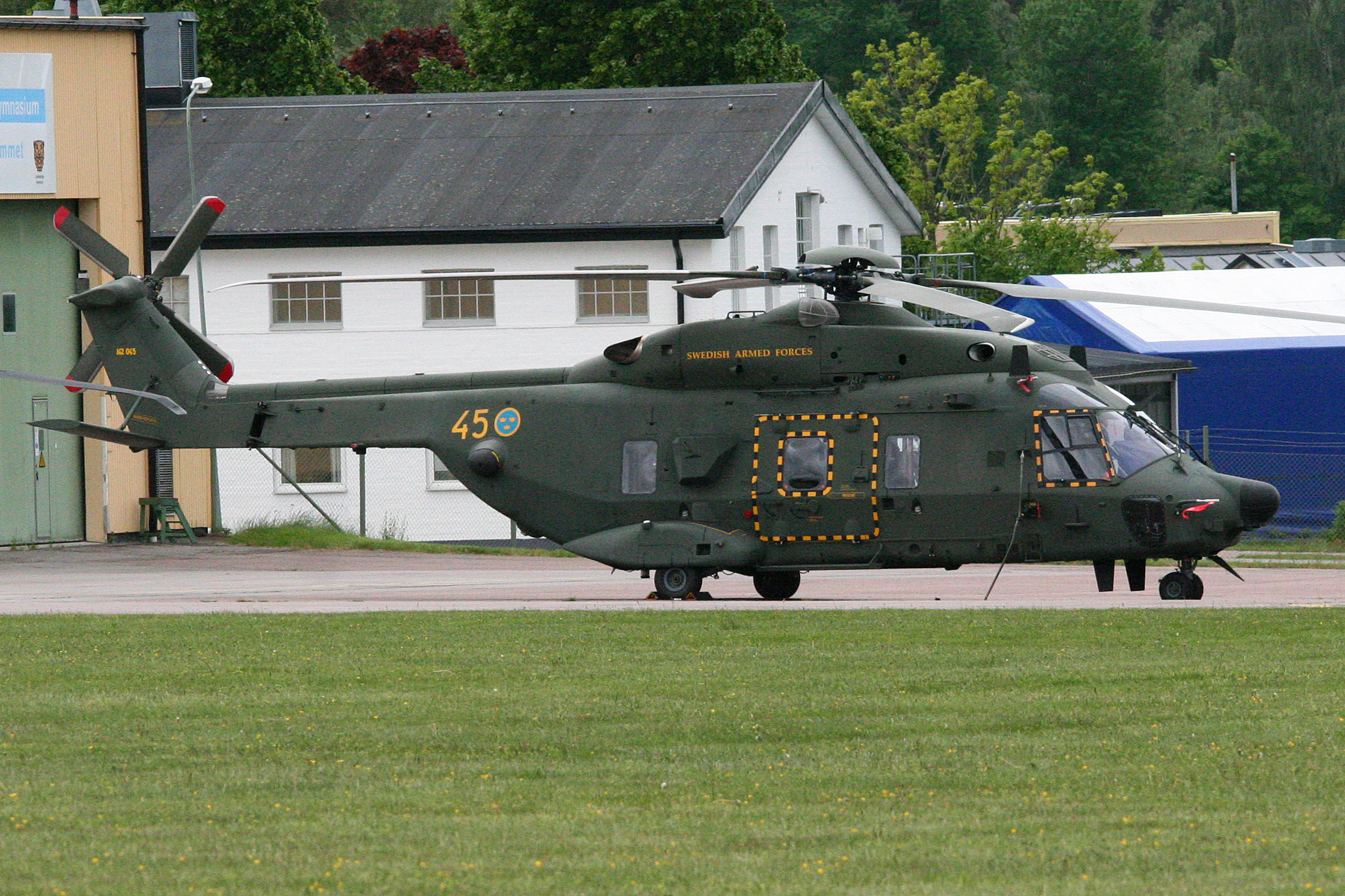
瑞典空軍NH90

：
- 澳洲陸軍[11]：在2023年永久停飛[12]［洛克希德馬丁公司（LMT）生產的40架UH-60黑鷹直升機，取代澳洲陸軍現役的法製MRH-90太攀蛇（Taipan）直升機（NH-90直升機的澳大利亞版本[13]）編隊[14]]
- 澳洲皇家海軍[11]：在2022年4月停飛[15]［將從西科斯基公司採購12架MH-60R“海鷹”直升機，替換該國海軍裝備的MRH-90直升機（NH-90直升機的澳大利亞版本）[13]］

 比利时：
- 比利時空軍[11]

 芬兰：
- 芬蘭陸軍[11]

 法國：
- 法國陸軍[11]
- 法國海軍[11]

 德国：
- 德國陸軍[11]
- 德國海軍[11]

 希腊：
- 希臘陸軍[11]

 義大利：
- 義大利陸軍[11]
- 義大利海軍[11]

 荷蘭：
- 荷蘭皇家空軍[11]

 新西兰：
- 紐西蘭皇家空軍[11]

 挪威：
- 挪威皇家空軍：2022年6月決定完全放棄合約，退回機隊還要求退款[16]

 阿曼：
- 阿曼皇家空軍（英语：Royal Air Force of Oman）[11]

 ：
- 卡達皇家空軍：訂購28架[11]。

 西班牙：
- 西班牙陸軍（英语：Spanish Army）[11]

 瑞典：
- 瑞典空軍 （页面存档备份，存于）：18架NH90 HCV（High Cabin Version）[11]。為了加速軍備整頓腳步，瑞典將考慮採購美國賽考斯基公司（Sikorsky）MH-60R 海鷹直昇機取代現役 NH90[17]。

## 性能諸元
参考资料：奧古斯塔偉士蘭、空中巴士直升機公司和 International Directory
基本信息
- 机组：2名飞行员与一名装卸长/传感器操作员
- 容量：20名士兵，或12个担架，或2个NATO货盘，或4,200（9,300英磅）外挂负荷

性能
武器

- 機槍：2x通用機槍
- 飛彈：魚雷或空對面飛彈 (NFH)

## 外部連結
- NH90 page on NHIndustries' site（页面存档备份，存于）
- NH90 page on Leonardocompany.com（页面存档备份，存于）
- NH90 page on Royal New Zealand Air Force site（页面存档备份，存于）
- "NH90: Europe’s Medium Helicopter Contender"（页面存档备份，存于）. defenseindustrydaily.com
- "Eurocopter rejects criticism of NH90 helicopter by ‘secret report’". defpro.com
- www.marinehubschrauber.de（页面存档备份，存于）. Homepage for the MH90-NG (German NH90 NFH Variant)